# Traité d'El Pardo (1778)
Ne doit pas être confondu avec Convention de Pardo.

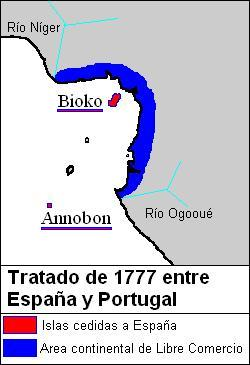
Carte des dispositions du traité d'El Pardo : en rouge les territoires cédés à l'Espagne, et en bleu les zones de libre commerce.

Le Traité d'El Pardo a été signé le 11 mars 1778 entre la reine Marie Ire du Portugal et le roi Charles III d'Espagne. Il avait pour but de concrétiser le traité de San Ildefonso (1777) qui devait lui-même résoudre les disputes territoriales de longue durée existant entre l'Espagne et le Portugal à cause du non-respect des termes du traité de Tordesillas — en particulier les disputes sur l'extrême sud de l'avance portugaise dans la région de Misiones Orientales (es), l'actuel Uruguay et certaines parties du Paraguay, qui avaient conduit à la Guerre Fantastique (1761-1763) et à la guerre hispano-portugaise de 1776-1777 (es).

## Contexte, histoire et conséquences

Évolution des possessions et revendications espagnoles dans le Golfe de Guinée (1778-1968).

Le principal problème était la pénétration des bandeirantes portugais à l'intérieur du continent sud-américain, en violation de la division imposée par le traité de Tordesillas. Le nouveau traité reconnaissait le principe de uti possidetis : ainsi, il a apporté la reconnaissance de la domination portugaise sur des vastes zones de l'actuel Brésil. En compensation, la reine Marie a accepté de céder l'île d'Annobón, et un « droit de colonie et commerce » mal défini dans l'île de Bioko et les côtes du Golfe de la Guinée. L'objectif des Espagnols était fonder un port esclavagiste en Afrique.
Le traité confirma les conclusions de la Commission des frontières : le Portugal céda la Colonia del Sacramento à l'Espagne, qui se retira en contrepartie des territoires situés plus au nord. Il comprenait également plusieurs clauses commerciales, la plus significative étant la régulation du commerce du tabac et de la traite négrière atlantique. L'Espagne récupéra des bases pour la traite des esclaves en Afrique de l'Ouest qu'elle avait abandonnées par le Traité d'Alcáçovas en 1479, obtenant les îles portugaises d'Annobón et de Bioko (ou Fernão Pó), ainsi que le territoire continental situé entre le fleuve Niger et l'Ogooué. Ces possessions furent administrées par la Vice-royauté du Río de la Plata, dont le siège était à Buenos Aires.
Les espoirs espagnols de voir ce règlement territorial stimuler la croissance économique furent contrecarrés par la guerre contre la Grande-Bretagne de 1779 à 1783, qui limita les échanges commerciaux avec la métropole et entraîna la mise en place de lourds droits de douane et impôts pour en financer le coût.
Les territoires africains accordés à l’Espagne par le Traité d'El Pardo devinrent la colonie de la Guinée espagnole. Annobón et Bioko, jusque-là relativement négligées par les Portugais qui concentraient leurs efforts sur São Tomé, perdirent progressivement de leur valeur stratégique et économique pour l’Espagne avec l’abolition progressive de la traite transatlantique au cours de la première moitié du XIXe siècle. En 1968, la Guinée espagnole devint l'État indépendant de la Guinée équatoriale.